# Pressupost

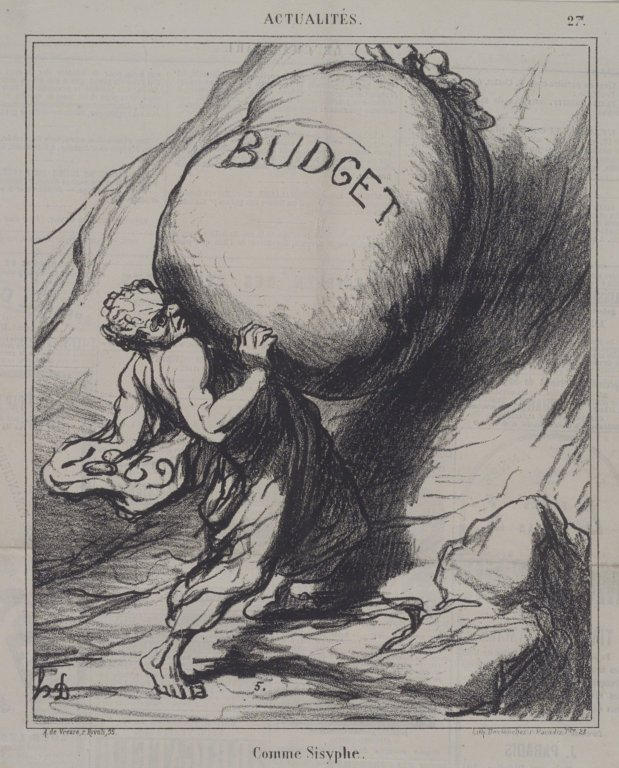
Com Sísif, caricatura d'Honoré Daumier publicada a Le Charivari el febrer de 1869: el nou any aixafat pel pes del pressupost (Brooklyn Museum).

Un pressupost és la previsió de despeses i ingressos per a un determinat lapse, en general un any. En la planificació econòmica interna de l'empresa hom distingeix tres nivells: els pressuposts estratègics (a llarg termini), els pressuposts operatius (curt i mitjà termini) i els pressuposts organitzatius.

## Usos del pressupost
El pressupost és un instrument, utilitzat com mitjà administratiu de determinació adequada de capital, costos i ingressos necessaris en una organització, així com la deguda utilització dels recursos disponibles d'acord amb les necessitats de cadascuna de les unitats o departaments. Aquest instrument també serveix d'ajuda per a la determinació de metes que siguin comparables a través del temps, coordinant així les activitats dels departaments a la consecució d'aquestes, evitant costos innecessaris i dolenta utilització de recursos. D'igual manera permet a l'administració conèixer el desenvolupament de l'empresa, per mitjà de la comparança dels fets i xifres reals amb els fets i xifres pressupostades i/o projectades per a poder prendre mesures que permetin corregir o millorar l'actuació organitzacional.
Un pressupost per a qualsevol persona, empresa o govern, és un pla d'acció de despesa per a un període futur, generalment d'un any, a partir dels ingressos disponibles. Un any calendari per a un govern se li denomina any fiscal.

## El procés pressupostari en les organitzacions
El procés pressupostari tendeix a reflectir d'una forma quantitativa, a través dels pressupostos, els objectius fixats per l'empresa a curt termini, mitjançant l'establiment dels oportuns programes, sense perdre la perspectiva del llarg termini, ja que aquesta condicionarà els plans que permetran la consecució de la fi última al que va orientat la gestió de l'empresa.
- Definició i transmissió de les directrius generals als responsables de la preparació dels pressupostos.
- Elaboració de plans, programes i pressupostos.
- Negociació dels pressupostos.
- Coordinació dels pressupostos.
- Aprovació dels pressupostos.
- Seguiment i actualització dels pressupostos.

## Classificació dels pressupostos
Els pressupostos poden classificar-se des de diversos punts de vista.

### Segons la flexibilitat
Rígids, estàtics, fixos o assignats, Flexibles o variables.

### Segons el període que cobreixin
La determinació del lapse que abastaran els pressupostos dependrà del tipus d'operacions que realitzi l'organisme, i de la major o menor exactitud i detall que es desitgi, ja que a més temps correspondrà una menor precisió i anàlisi.

### Segons el camp d'aplicabilitat en l'empresa
- Pressupost mestre
- Pressupostos intermedis
- Pressupostos operatius
- Pressupostos d'inversions

#### Pressupost de vendes
És la predicció de les vendes de l'empresa que tenen com prioritat determinar el nivell de vendes real projectat per una empresa, aquest càlcul es realitza mitjançant les dades de demanda actual i futura.
Investigació de motivació.
S'han elaborat tècniques especials d'investigació de mercat, que es diuen investigació de motivació, per a amidar la motivació del client. Aquest enfocament depèn en gran part de les ciències del comportament, particularment de la psicologia, sociologia i antropologia.
Moltes companyies requereixen que els seus venedors preparin estimacions anuals de vendes dels productes, ja que coneixen millor les condicions locals i el potencial dels clients.

##### Observacions
La base sobre la qual descansa el pressupost de venda i les altres parts del pressupost mestre, és el pronòstic de vendes, si aquest pronòstic ha estat elaborat curosament i amb exactitud, els passos següents en el procés del pressupost són més fiables. El pronòstic de venda subministra les despeses per a elaborar els pressupostos de: producció, compres, despeses de vendes i despeses administratives.

## Pressupost de producció
Són estimacions que es troben estretament relacionades amb el pressupost de venda i els nivells d'inventari desitjat. En realitat el pressupost de producció és el pressupost de venda projectat i ajustats pel canvi en l'inventari, primer cal determinar si l'empresa pot produir les quantitats projectades pel pressupost de venda, amb la finalitat d'evitar un cost exagerat en la mà d'obra ocupada.

### Procés
- Elaborant un programa de producció que consisteix a estimar el temps requerit per a desenvolupar cada activitat, evitant una despesa innecessària en paga de mà d'obra ocupada.
- Pressupostant les vendes per línia de producció.

### Pressupost de mà d'obra (PMO)
És el diagnòstic requerit per a comptar amb una diversitat de factor humà capaç de satisfer els requisits de producció planejada. La mà d'obra indirecta s'inclou en el pressupost de cost indirecte de fabricació, és fonamental que la persona encarregada del personal ho distribueixi d'acord amb les diferents etapes del procés de producció per a permetre un ús del 100% de la capacitat de cada treballador.

### Pressupost de despesa de fabricació
Són béns que de manera directa o indirecta intervenen en tota l'etapa del procés producció, són despeses que s'han de carregar al cost del producte. És important considerar un pressupost de Despeses de Manteniment, el qual també impacta les despeses de fabricació. Aquest pressupost ha de coordinar-se amb els pressupostos anteriors per a evitar una despesa innecessària que després no es pugui revertir.

### Pressupost de cost de producció
Són béns que de manera específica intervenen en tot el procés de fabricació unitària d'un producte, vol dir que del total del pressupost del requisit de materials s'ha de calcular la quantitat requerida per tipus de línia produïda la mateixa que ha de concordar amb el pressupost de producció.

### Pressupost de requisit de materials (PRM)
Són càlculs de compra de materials preparats sota condicions normals de producció, mentre no es produeixi una manca de materials això permet que la quantitat es pugui fixar sobre un estàndard determinat per a cada tipus de producte així com la quantitat pressupostada per cada línia, ha de respondre als requeriments de producció, el departament de compres ha de preparar el programa que concordi amb el pressupost de producció, si hi hagués necessitat d'un major requisit es prengués la flexibilitat del primer pressupost per a una ampliació oportuna i així cobrir els requisits de producció.

## Pressupost de despesa de vendes (PGV)
És el pressupost de major cura en el seu maneig per les despeses que ocasiona i la seva influència en la despesa Financera. És considerat com béns projectats que s'origina durant tot el procés de comercialització per a assegurar la col·locació i adquisició del mateix en els mercats de consum.

## Pressupost de despeses administratives (PGA)
Considerat com la part medul·lar de tot pressupost perquè s'hi destina la major part d'aquest; són benvolguts que cobreixen la necessitat immediata de comptar amb tota mena de personal per a les seves diferents unitats, buscant donar-li operativitat al sistema. Ha de ser el més auster possible sense que això impliqui un retard en el maneig dels plans i programes de l'empresa.

## Pressupost Financer
Consisteix a fixar els benvolguts d'inversió de venda, ingressos diversos per a elaborar al final un flux de caixa que amidi l'estat econòmic i real de l'empresa, comprèn:
- Pressupost d'ingressos (el total brut sense descomptar despeses).
- Pressupost de despeses (per a determinar el líquid o net).
- Flux net (diferència entre ingrés i despeses).
- Caixa final.
- Caixa inicial.
- Caixa mínima.

Aquest inclou el càlcul de partides que incideixen en el balanç com són la caixa o tresoreria i el capital, també conegut com a erogacions de capitals.

### Pressupost de Tresoreria
Es formula amb l'estimació prevista de fons disponibles en caixa, bancs i valors de fàcil realització. També es denomina pressupost de caixa o d'efectiu perquè consolida les diverses transaccions relacionades amb l'entrada de fons monetaris (vendes al comptat, recuperacions de cartera, ingressos financers, etc.) o amb sortida de fons líquids ocasionats per la congelació de deutes o amortitzacions de crèdits o proveïdors o pagament de nòmina, impostos o dividends. Es formula en dos períodes curts: mesos o trimestres.

### Pressupost d'erogacions capitalitzables
Controla les diferents inversions en actius fixos com són les adquisicions de terrenys, construccions o ampliacions d'edificis i compra de maquinàries i equips, serveix per a avaluar alternatives possibles d'inversió i conèixer la suma de fons requerits i la seva disponibilitat en el temps.

## Pressupost públic
Són aquells que realitzen els governs, estats, empreses descentralitzades, etc., per a controlar les finances de les seves diferents dependències. En aquests es quantifiquen els recursos que requereix l'operació normal, la inversió i el servei del deute públic dels organismes i les entitats oficials.